# Chiesa di San Grato (Penango)
La chiesa di San Grato è la parrocchiale di Penango, in provincia di Asti e diocesi di Casale Monferrato; fa parte della zona pastorale della Madonna di Crea.

## Storia
Forse all'inizio la comunità penanghese rientrava nella giurisdizione della pieve di Moncalvo; tuttavia, la prima citazione di un luogo di culto risale al 1217 ed è contenuta in una bolla di papa Onorio III, dalla quale si apprende che si trattava di una pieve compresa nella diocesi di Pavia, di cui costituiva un'exclave in territorio vercellese.
Nel 1474 la chiesa entrò a far parte della neo-costituita diocesi di Casale Monferrato; nel 1710 fu eretta a parrocchiale.
Poco dopo la metà del XVIII secolo si decise di costruire una nuova parrocchiale e l'autorizzazione venne concessa il 20 giugno 1754 e il 28 maggio 1756 iniziarono i lavori. La sagrestia fu terminata nel 1760 e a partire da quell'anno incominciò ad ospitare provvisoriamente le funzioni, che prima venivano celebrate nella chiesa di San Cassiano; l'intero edificio poté dirsi ultimato nel 1762, anche se le rifiniture furono completate nel 1765, anno in cui il rettore don Gian Battista Rolla impartì la benedizione.

## Descrizione

### Esterno
La facciata della chiesa, rivolta a mezzogiorno, è suddivisa da una cornice marcapiano in due registri, entrambi scanditi da lesene; quello inferiore presenta al centro il portale d'ingresso, sormontato dal timpano semicircolare, e ai due nicchie, mentre quello superiore è caratterizzato da una finestra eda altre due nicchie e concluso dal coronamento semicircolare affiancato da volute.
Annesso alla parrocchiale è il campanile a base quadrata, la cui cella presenta su ogni lato una monofora ed è coperta dal tetto a quattro falde, coronato dal cupolino.

### Interno
L'interno dell'edificio, la cui pianta è a croce greca, si compone di un'unica navata, al cui termine si sviluppa il presbiterio, a sua volta chiuso dall'abside.
Qui sono conservate diverse opere di pregio, tra le quali due tele raffiguranti rispettivamente la Madonna col Bambino assieme ai Santi Grato, Antonio Abate e Giovannino e la Madonna con i Santi Michele, Vittore e Liberata, eseguite nel Seicento da Guglielmo Caccia, la pala con soggetto la Presentazione di Gesù al tempio, risalente al XVIII secolo, la statua della Madonna Assunta, quella di San Grato, intagliata nel 1871 da Antonio Grandi, e i due dipinti settecenteschi ritraenti San Pietro e San Paolo.